# Muchotyranikowate
Muchotyranikowate (Pipromorphidae) – rodzina ptaków z rzędu wróblowych (Passeriformes).

## Występowanie
Rodzina obejmuje gatunki występujące w krainie neotropikalnej – Ameryce Południowej przez Amerykę Centralną po południowy Meksyk.

## Systematyka
Ptaki z rodziny muchotyranikowatych były do niedawna włączane do rodziny tyrankowatych (Tyrannidae). Niektóre ujęcia systematyczne, np. Międzynarodowy Komitet Ornitologiczny, nadal je tam umieszczają.
Do rodziny należą następujące podrodziny:
- Pipromorphinae Bonaparte, 1853 – muchotyraniki
- Rhynchocyclinae von Berlepsch, 1907 – oliwiaki
- Triccinae F. Heine Jr. & Reichenow, 1890 – klinodziobki